# ای‌اس‌پی‌ان پلاس
ای‌اس‌پی‌ان + یا ای‌اس‌پی‌ان پلاس (به انگلیسی: ESPN+) یک سرویس OTT آمریکایی است که متعلق به توزیع رسانه و سرگرمی دیزنی با مشارکت شرکت ای‌اس‌پی‌ان که خود یک سرمایه گذاری مشترک بین شرکت والت دیزنی و ارتباطات هرست است. این سرویس یکی از سه برند اصلی پخش اشتراکی دیزنی در ایالات متحده، در کنار هولو و دیزنی پلاس است.